# 張黒女墓誌
張黒女墓誌（ちょうこくじょぼし）は、中国の南北朝時代、北魏の普泰元年（531年）に彫られたとみられる官吏の墓誌。六朝時代の北朝独特の「六朝楷書」の書蹟として知られる。
被葬者の本名により張玄墓誌（ちょうげんぼし）とも呼ばれる。字の「黒女」を用いたのは清の康熙帝の諱を避けたためである（「避諱」参照）。この項目では字の「張黒女」「黒女」で統一する。
長くその存在を知られずにいたが、清代に出土した。しかし出土年も状況も不明なばかりか、原石も失われて拓本のみが残り、その拓本の原本すら行方不明という幻の墓誌である（上海博物館所蔵説もあるが詳細不明）。

## 被葬者について
碑文によると被葬者である張黒女は諱を玄といい、没年から逆算すると和平3年（462年）に南陽郡の白水（現在の河南省）で生まれた。張氏は代々役人としてそれなりの地位を保った家系であった。黒女も中書侍郎となり、南陽郡太守（郡長官）に任命されたが、太和17年（493年）に死去。享年32であった。
この墓誌で特徴的なのは、黒女の妻についての記述もあることである。鉅鹿郡太守であった陳進寿の娘で、黒女の夭折から実に38年後、普泰元年（531年）に天寿を全うした。享年は不明。
なおこの記述の存在により当墓誌の彫られた年代が明らかになったが、本人の死後30年も経ってから墓誌を刻むのは不自然であるし、文の途中であることから追刻とも考えられないので、成立過程に疑問が残された。現在は黒女が死去した時に一回彫られ、妻が死去した時に妻の記述も加えて改刻されたと考えられている。

## 碑文と書風
碑文の構成に関しては、発見された時点で既に原石が失われ、剪装本（使いやすい大きさに切って製本した拓本）のみしか知られていないため不明であるが、全部で367字であることから、1行20字×20行程度であったと見られている。
内容は墓碑・墓誌の決まりに則って、被葬者・張黒女の系譜を語った後、生前の功績と没年、妻についての記述、そして讃辞と続く。いずれも極めて簡単なものである。
書風はいわゆる「六朝楷書」に属するが、その中でも個性的な書風である。六朝楷書の代表的書蹟である「高貞碑」に似た鋭さを持ちながら、どこか柔らかさを持ち合わせており、純朴ながらも品格を感じさせる逸品である。

## 研究と評価
この墓誌は、清代の書家である何紹基が、道光5年（1825年）に歴城（現在の山東省済南市）の蚤の市で拓本を偶然発見したものである。これ以降拓本が出ることは一切なく、何紹基旧蔵本以外に拓本が存在しないいわゆる「孤本」である。現在一部で出回っている拓本は全て模刻されたものである。
何紹基が絶賛したことで有名となり、その独特な書風もあって数ある墓誌の中でも一定の知名度を持っている。
日本では日下部鳴鶴らが北朝碑文の習得過程で学んでいる。

## 偽拓論
平成16年（2004年）、台北国立故宮博物院の発行する『故宮文物』に、阮鴻騫が自分の所蔵する張黒女墓誌の拓本を何紹基旧蔵本と比べ、その結果何紹基旧蔵本を偽物の石から取った拓本、つまり「偽拓」と判定した論文「張玄墓誌辨正」が発表された。
この偽拓論は福本雅一『書の周辺其の七・清朝編』（アートライフ社刊）で日本に紹介された。福本はこれを「反駁の余地なし」と見ているが、これに対し伊藤滋は『墨』186号において、自分が所蔵する模刻本と阮が所蔵する本とが全く同じものであること、また阮自身の書道史に関する知識があまりに乏しいことを指摘し、同論を否定している。

## 参考資料
- 神田喜一郎・田中親美編『書道全集』第6巻（平凡社刊）
- 日本書道教育学会編「張黒女墓誌」（『書學』530号33-37頁、日本書道教育学会刊、1994年5月）
- 伊藤滋「『張玄墓誌辨正』への疑問」（『墨』186号100-105頁、芸術新聞社刊、2007年6月）